# پراجنا (هندوئیسم)
پراجنا (Prajna) (سانسکریت: प्रज्ञ) به عنوان प्रज्ञा، प्राज्ञ و ज् ادراک در موضعی بالاتر است.

## معنی
کلمه سانسکریت प्रज्ञ (Prajña) ترکیبی از "प्र (pra-)" که بیان کننده شدت آگاهی و " ज्र" شناخت است. प्रज्ञ Prajña، به معنی درک در موضع اراده است.

## مرجع ودایی
چند مانترا ودایی وجود دارد که پراجنا را، روشنفکر خردمند و دانشمند می‌گویند.

## سه حالت آگاهی
سه حالت آگاهی اوپانیشاد ماندوکیا:
1. آگاهی در حالت بیداری است.
2. تایجاسا - सानोऽनानोऽन، حالت رؤیایی است، و prājna (प पराज)، در مورد خواب است «خواب» حالتی است که فرد در آن آگاه نیست که خواب است و دارد خواب می‌بیند.
3. با آگاه بودن در بیداری و خواب توریا تحقق می‌یابد (Gaudapada Karika I.vii.15).

یاجناوالکیا در Brihadaranyaka Upanishad توصیه می‌کند که جوینده شناخت برهمن، به کلمات زیاد فکر نمی‌کند.

## یوگا
یوگا سوتراهای پاتانجلی سطوح آگاهی را بیان می‌کند.
یوگی کامل که به سطح ابر آگاهی رسیده‌است به ابر انسان تبدیل می‌شود. هنگامی که ذهن خالص می‌شود، بینش سرشار از حقیقت و فراتر از دانش و استنتاج متون مقدس است.